# Avenul din Stâna Tomii
Avenul din Stâna Tomii este situat în Munții Piule-Iorgovanu, pornind de la Vârful Piule și urmând culmea spre sud-vest.
Conține cea mai lungă veticală nefracționată din România (114m).